# Svend Gade
Pour les articles homonymes, voir Gade.
Svend Lauritz Gade (né le 9 février 1877 à Copenhague et mort le 25 juin 1952 à Aarhus) est un réalisateur, metteur en scène, décorateur et scénariste danois.

## Filmographie

### Réalisateur
- 1921 : Hamlet (coréalisé avec Heinz Schall)
- 1923 : La Couronne des fiançailles (en)
- 1926 : The Blonde Saint

### Décorateur
- 1923 : Rosita d'Ernst Lubitsch et Raoul Walsh
- 1924 : Comédiennes (The Marriage Circle) d'Ernst Lubitsch